# Hypocrites ambiguus
Hypocrites ambiguus is een keversoort uit de familie van de boktorren (Cerambycidae). De wetenschappelijke naam van de soort werd voor het eerst geldig gepubliceerd in 1872 door Olof Immanuel Fåhræus.